# Chrysocraspeda conspicuaria
Chrysocraspeda conspicuaria är en fjärilsart som beskrevs av Swinhoe 1905. Chrysocraspeda conspicuaria ingår i släktet Chrysocraspeda och familjen mätare. Inga underarter finns listade i Catalogue of Life.